# Грб општине Мионица
Грб општине Мионица је симбол Општине Мионица. Грб је постојан у три нивоа, као Основни, Средњи и Велики. Грб општине је уједно и грб места Мионице, њеног средишта. 

## Опис Грба
Грб Мионице је штит на коме се налази двоглави орао који представља средњовековну српску државу. У горњем делу штита је српска шајкача а двоглави орлови се налазе на планинама које симболизују обронке планина Маљен и Сувобор.

## Опис Великог грба
На Великом грбу се налазе два српска војника из Првог светског рата. Жута линија на штиту је стилизована шајкача, а испод штита налазе се малима и шљива, које су привредно гледано, симбол Општине Мионица